# Campanula baumgartenii
Campanula baumgartenii là loài thực vật có hoa trong họ Hoa chuông. Loài này được Becker mô tả khoa học đầu tiên năm 1827.

## Loài phụ
C.baumgartenii có một loài phụ được công nhận có tên gọi đầy đủ là Campanula baumgartenii subsp. beckiana (Hayek) Podlech.